# أندرياس مولر (لاعب كرة قدم مواليد 2000)
أندرياس مولر (بالألمانية: Andreas Müller)‏ هو لاعب كرة قدم ألماني، ولد في 20 يوليو 2000 في سينسهايم في ألمانيا.

## وصلات خارجية
- أندرياس مولر (لاعب كرة قدم مواليد 2000) على موقع قاعدة بيانات كرة القدم.إي يو (الإنجليزية)
- أندرياس مولر (لاعب كرة قدم مواليد 2000) على موقع بيانات كرة القدم. دي إي (الألمانية)
- أندرياس مولر (لاعب كرة قدم مواليد 2000) على موقع Soccerbase.com (لاعب) (الإنجليزية)
- أندرياس مولر (لاعب كرة قدم مواليد 2000) على موقع Soccerway.com (الإنجليزية)
- أندرياس مولر (لاعب كرة قدم مواليد 2000) على موقع عالم كرة القدم.نت (الإنجليزية)